# Юрек Бекер
Юрек Бекер (на немски: Jurek Becker), с рождено име Йежи Бекер, е германски белетрист, сценарист от еврейски произход.

## Биография
Юрек Бекер е роден в Лодз, Полша. Рождената му дата е неизвестна, понеже баща му го записва в лодзкото гето като по-голям, за да го предпази от депортиране. По-късно вече не си спомня точната дата.
Родителите на Бекер са евреи. Бащата работи като служител, а по-късно като прокурист в текстилна фабрика. След немската окупация на Полша през 1939 г. Юрек Бекер заедно с родителите си е депортиран в по-голямо гето, а през 1944 г. заедно с майка си е въдворен отначало в концлагера „Равенсбрюк“, а след това в „Заксенхаузен“.

### Детство и младост
След края на войната, бащата, който оцелява в концлагера, успява с помощта на еврейско-американската организация за издирване „Joint Distribution Committee“ да намери сина си. Майката – вече освободена – умира от недохранване. Около 20 други членове на фамилията са избити. Една леля, която бяга в САЩ преди немското нахлуване, Юрек и баща му са единствените оцелели от семейството.
През 1945 г. Бекер и баща му се заселват в Източен Берлин. Бащата смята, че щом в съветската окупационна зона са на власт антифашисти, няма да има такива крайн прояви на антисемитизъм, каквито познава.
През 1955 г. Юрек Бекер полага матура и постъпва доброволно за две години в казармената „Народна полиция“, предшественик на „Националната народна армия“ на ГДР. Освен това става член на комунистическата организация „Свободна немска младеж“.
Против желанието на бащата, който иска синът му да стане лекар, Юрек започва през 1957 г. да следва философия и става член на Германската единна социалистическа партия (ГЕСП). През 1960 г. прекъсва следването си, за да изпревари изключването си от университета, където не одобряват честите му „дисциплинарни нарушения“ и определят поведението му като „недостойно за студент в социалистически университет“.

### Писател
През 1960 г. Юрек Бекер започва кратко обучение за сценаристи в киноцентъра на ГДР в Бабелсберг и написва няколко текста за кабаре. През 1962 г. е назначен за сценарист в киностудиото ДЕФА и създава няколко телевизионни пиеси и сценарии. Когато през 1968 г. сценарият му „Якоб лъжецът“ (Jakob der Lügner) е отхвърлен, Бекер го преработва като свой първи роман, който излиза през 1969 г., а през 1974 г. дори е екранизиран. През 1971 г. Юрек Бекер получава наградата „Хайнрих Ман“ на Академията на изкуствата на ГДР и наградата „Шарл Вейон“.
През 1972 г. умира бащата на Юрек Бекер. През 1973 г. излиза вторият роман на писателя „Заблуждаване на властите“ (Irreführung der Behörden). Бекер е избран като член на ръководството на Съюза на писателите на ГДР.
През 1974 г. Юрек Бекер получава „Бременската литературна награда“ за „Заблуждаване на властите“, а през 1975 г. – „Националната награда на ГДР“ втора степен.
През 1976 г. политически ангажираният Бекер подписва заедно с единадесет други писатели протестно писмо срещу отнемането на гражданството на поета Волф Бирман, което довежда до изключването му от ГЕСП и от ръководството на писателския съюз. Същата година излиза романът му „Боксьорът“ (Der Boxer).
През 1977 г. като протест срещу изключването на поета Райнер Кунце от писателския съюз сам го напуска и с разрешение на властите се преселва в Западна Германия, понеже книгите му вече не се издават в ГДР, а филмовите му проекти се отхвърлят.
От 1978 до 1984 г. излизат два нови романа на Юрек Бекер „Безсънни дни“ (1978) (Schlaflose Tage) и „Приятел на целия свят“ (1982) (Aller Welt Freund), както и сборник с разкази „След първото бъдеще“ (1980) (Nach der ersten Zukunft). Юрек Бекер става гост-професор в различни университети и изнася няколко програмни лекции.
През 1986 г. излиза романът му „Децата на Бронщайн“) (Bronsteins Kinder). Освен това през същата година Бекер написва сценария за успешната телевизионна поредица „Любими Кройцберг“ (Liebling Kreuzberg), за която получава на два пъти наградата Адолф Гриме (1987/1988)
През 1992 г. излиза последният роман на Бекер „Безсърдечната Аманда“ (Amanda herzlos).
Юрек Бекер умира през 1997 г. от рак на дебелото черво, като заболяването е диагностицирано още прз 1995 г.

## Награди и отличия
- 1971: „Награда Хайнрих Ман“
- 1971: Charles-Veillon-Preis
- 1974: „Бременска литературна награда“
- 1975: „Национална награда на ГДР“ (втора степен)
- 1982/83: Stadtschreiber von Bergen-Enkheim
- 1987: Adolf-Grimme-Preis mit Gold für die 3. Folge von „Liebling Kreuzberg“ (zusammen mit Heinz Schirk und Manfred Krug)
- 1988: Adolf-Grimme-Preis mit Silber für die gesamte Serie „Liebling Kreuzberg“ (zusammen mit Heinz Schirk und Manfred Krug)
- 1988: Telestar
- 1988: Goldener Gong für Liebling Kreuzberg
- 1990: Bayerischer Fernsehpreis für „Liebling Kreuzberg“ (zusammen mit Werner Masten und Manfred Krug)
- 1990: „Награда Ханс Фалада“ на град Ноймюнстер
- 1991: Bundesfilmpreis – Filmband in Gold
- 1992: „Федерален орден за заслуги“